# 上皇后
上皇后（じょうこうごう、英: empress emerita）は、天皇の退位等に関する皇室典範特例法に基づき退位した日本の天皇の后の称号。
具体的には、2019年に退位した第125代天皇明仁（上皇）の后である美智子に与えられた。

## 概要

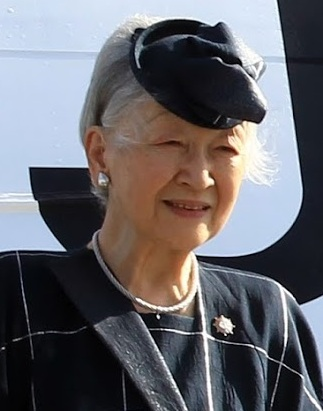
日本史上初めての「上皇后」となった上皇后美智子（皇后時代、フィリピン訪問時のマニラ国際空港にて2016年撮影）

退位特例法3条において、明仁は退位後、「上皇」となることが定められているが、同法4条により、その后の称号は「上皇后」となるものとされている。具体的には、明仁の配偶者である美智子が、2019年（令和元年）5月1日から上皇后美智子となっている。
「上皇」は（本来は「太上天皇」の略称であるとはいえ）歴史的に長く用いられてきた表現であるのに対し、「上皇后」は日本の皇室史上一度も用いられたことのない、全く新たな称号である。
上皇の敬称に倣い、退位特例法4条により上皇后の敬称にも「陛下」を使用する。これは、皇室典範において「皇太后」の敬称が「陛下」とされていることによる。上皇后の英語表記は「Empress Emerita」で、敬称の「陛下」は、従来通り「Her Majesty」である。上皇の英語表記は「Emperor Emeritus」で、「emeritus」は「名誉待遇の」という意味を持つ。上皇后の「emerita」はその女性形である。
上皇后は内廷皇族の位置付けである。上皇后には、摂政・国事行為臨時代行・皇室会議議員の就任権が認められている。

## 称号決定の経緯
譲位した天皇の后の称号としては、歴史的には皇后を維持した例や皇太后とした例などがあった。そのため、当初は皇室典範に規定がある「皇太后」を称号として用いる案もあった。しかし、香淳皇后などのイメージから現代では未亡人の印象が強い「皇太后」を、退位した天皇の配偶者の称号として使用することに対して、不安を覚える者もいた。天皇の公務の負担軽減等に関する有識者会議のメンバーである山内昌之は、次のように述べている。
| 「 | お辞めになった天皇のきさきの称号として、本当は皇太后がふさわしい。しかし、未亡人（配偶者である夫と死別した女性）というイメージが非常に強く、戦後の政府官報の英語版にも「皇太后は夫を亡くした皇后を指す」と書いてある。率直に言って使えないと思った。 | 」 |

上記の事情に加えて、天皇の退位が憲政史上初めてであることから「歴史に引っ張られる必要はない」といった声もあった。現行の皇室典範では、民間出身で婚姻により皇族の身分を取得した女性の称号は、「皇后」・「親王妃（皇太子妃も含む）」・「王妃」など、天皇及び皇位継承権を有する男性皇族（親王・王）の称号と后、妃を組み合わせたものであり、美智子様（旧姓：正田）も初の民間出身であることから、それに合わせて有識者会議は、その責任において新たに創作した「上皇后」を用いるべしと最終的に結論を出した。その後、政府の法案に基づく天皇の退位等に関する皇室典範特例法が国会にて可決され、「上皇」と「上皇后」の称号を用いるものと公式に決定された。
なお、｢上皇后｣という称号自体は、中国前趙の昭武帝の皇后である靳月光（きん・げっこう）の時に使用されている。しかし、彼女の場合太上皇の后ではなく三后並立の場合には昭武帝の一皇后としての意味合いで加号された。従って彼女｢上皇后｣の他に｢右皇后｣｢左皇后｣が皇后として並存している。

## 反対意見
「上皇后」は日本史上一度も使われたことのない称号であることから、根強い反対意見がある。先述のように、譲位した天皇（＝太上天皇）の后の称号としては、歴史的には「皇后」を維持した例や「皇太后」とした例などがあった。「天皇」の后は「天皇后」ではなく「皇后」なのだから、「完全に対になっていない称号でも問題ない」という指摘もあり、反対派の大多数は、歴史的に用いられてきた「皇太后」あるいはその略称である「太后」を用いるべきだと唱えている。

### 「皇太后」使用論

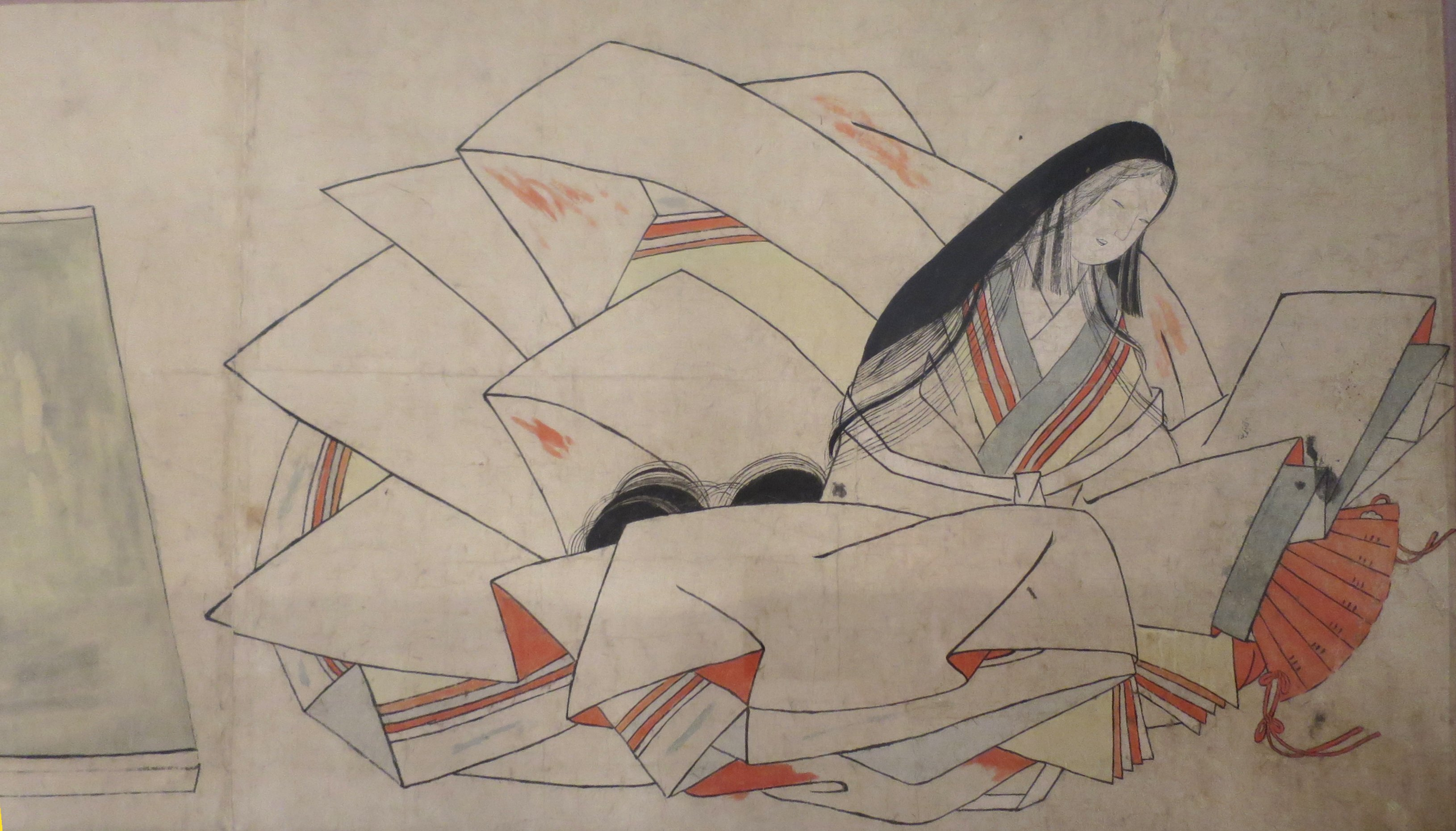
嵯峨天皇の皇后、橘嘉智子。夫である嵯峨が弟・大伴親王（淳和天皇）に譲位して太上天皇になったのに伴って、淳和天皇から「皇太后」の称号を奉られた

そもそも「皇太后」に未亡人という意味はない。平安時代初期、淳和天皇が即位直後に発した詔には、次のようにある。
これは、皇位を退いた兄・嵯峨天皇を太上天皇とするのに伴って、その皇后であった橘嘉智子を皇太后に、皇太后を太皇太后にするという内容である。また、のちに淳和天皇が甥・仁明天皇に譲位した際、淳和の皇后である正子内親王は皇太后と呼ばれるようになった。
このように、太上天皇の配偶者としての皇太后の先例があるにもかかわらず、明治以降になってから生まれた未亡人というイメージをもとに「皇太后」を用いないことに対して、否定的な意見を唱える者も多い。
- 産経新聞は社説において「伝統に基づく皇室の制度は、新しい称号よりも、歴史のつながりを踏まえるのが望ましい」と述べたうえで、「分かりやすい」として「皇太后」を推している[12]。
- 小林よしのりは「上皇后」を「歴史的に使われたことがない全くの造語」と批判し、「歴史的に使われてきた「太上天皇」と「皇太后」を使えばいい」と主張している[13]。
- 倉山満は「未亡人の意味合いがある」という理由で「皇太后」が退けられたことに対して、「たかが150年もない明治以降の歴史だけで語ってどうするのか」と語り、極めて強い不満を表明している[14]。のちに倉山は「皇室は先例がすべてです。『皇太后』という呼称がすでにあるにもかかわらず、勝手に『上皇后』などという新たな呼称を作ったのは、皇室の伝統を破壊する行為に等しい」と述べ、重ねて反対意見を表明している[15]。

なお、「皇太后」使用論者の多くは、退位後の天皇の称号についても、「上皇」ではなく「太上天皇」を用いるべきだと唱えている。

### 「太后」使用論

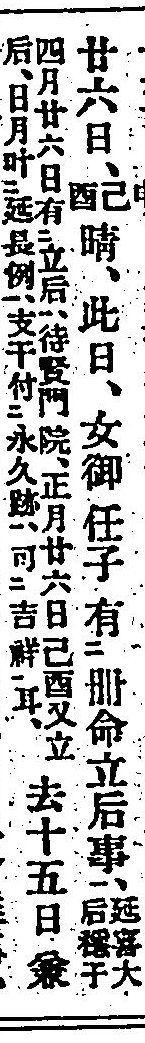
九条兼実の日記『玉葉』建久元年（1190年）四月二十六日条より。右下に「延喜大后穏子」とある

「皇太后」の略称は「太后」であり、平安時代に比較的多く用いられていた。『日本三代実録』貞観2年5月11日条に、正子内親王を指して「淳和太后、院裏に於て斎会を設け…法華経を講ず」とある。また班子女王は「昌泰の太后」（『北山抄』所引「外記々」）、藤原穏子は「延喜の大后」（『玉葉』建久元年4月26日条）と記されている。
こうした歴史があることから、「太上天皇」の略称である「上皇」を正式な称号にするのであれば、同様に「太后」を採用すべきだという主張がある。すなわち、「太上天皇」であれば「皇太后」、「上皇」であれば「太后」の組み合わせを提唱する立場である。このような立場を取る者には、所功などがいる。